# Eurovision Song Contest 2026

Länder som bekräftat sitt deltagande.

Eurovison Song Contest 2026 blir den 70:e upplagan av musiktävlingen Eurovision Song Contest och kommer att hållas i Österrike då JJ vann Eurovision Song Contest 2025, med låten "Wasted Love", och det blir även 3:e gången tävlingen hålls i Österrike, och hölls båda tidigare gångerna (1967 och 2015) i Wien. Tävlingen 2026 kommer också att vara i Wien, och Wiener Stadthalle är arenan.
Även en ny logga har presenterats, och en speciell version av den loggan för att fira 70 upplagor av tävlingen.

## Plats
Nedan listas de städer och arenor i Österrike som har lämnat in anbud om att få stå värd för årets upplaga av ESC. De två platser i listan som det i nuläget står emellan, är markerade i fet skrivstil. Det är förväntat att den stad och arena som kommer stå värd för tävlingen meddelas den 20 augusti.
- Ebreichsdorf – Tillfällig arena (drog sig ur budgivningen den 15 juni 2025)[3][4]
- Graz – Stadthalle Graz eller Schwarzl Freizeitzentrum (drog sig ur budgivningen den 27 juni 2025)[5]
- Innsbruck – Olympiahalle[6]
- Oberwart – Messe Oberwart (drog sig ur budgivningen den 21 juni 2025)[7][8]
- Wels och Linz (gemensamt bud) – Messe Wels (drog sig ur budgivningen den 1 juli 2025)[9][10]
- Wien – Wiener Stadthalle (värdarena för 2015 års tävling)[11]

## Preliminär deltagarlista
Nedan listas de länder som hittills har uttryckt sitt intresse av att få vara med och delta i 2026 års tävling:
| Land           | TV-bolag | Artist                    | Bidrag                    | Språk                     | Låtskrivare               | Ref.          |
| -------------- | -------- | ------------------------- | ------------------------- | ------------------------- | ------------------------- | ------------- |
| Albanien       | RTSH     | meddelas december 2025    | meddelas december 2025    | meddelas december 2025    | meddelas december 2025    | [ 12 ]        |
| Azerbajdzjan   | İTV      | i.u.                      | i.u.                      | i.u.                      | i.u.                      | [ 13 ] [ 14 ] |
| Cypern         | CyBC     | i.u.                      | i.u.                      | i.u.                      | i.u.                      | [ 15 ]        |
| Danmark        | DR       | meddelas 14 februari 2026 | meddelas 14 februari 2026 | meddelas 14 februari 2026 | meddelas 14 februari 2026 | [ 16 ]        |
| Finland        | YLE      | meddelas 28 februari 2026 | meddelas 28 februari 2026 | meddelas 28 februari 2026 | meddelas 28 februari 2026 | [ 17 ] [ 18 ] |
| Grekland       | ERT      | i.u.                      | i.u.                      | i.u.                      | i.u.                      | [ 19 ]        |
| Israel         | KAN      | i.u.                      | i.u.                      | i.u.                      | i.u.                      | [ 20 ]        |
| Lettland       | LSM      | meddelas 14 februari 2026 | meddelas 14 februari 2026 | meddelas 14 februari 2026 | meddelas 14 februari 2026 | [ 21 ] [ 22 ] |
| Litauen        | LRT      | meddelas 27 februari 2026 | meddelas 27 februari 2026 | meddelas 27 februari 2026 | meddelas 27 februari 2026 | [ 23 ] [ 24 ] |
| Luxemburg      | RTL      | meddelas 24 januari 2026  | meddelas 24 januari 2026  | meddelas 24 januari 2026  | meddelas 24 januari 2026  | [ 25 ] [ 26 ] |
| Malta          | PBS      | i.u.                      | i.u.                      | i.u.                      | i.u.                      | [ 27 ]        |
| Nederländerna  | AVROTROS | i.u.                      | i.u.                      | i.u.                      | i.u.                      | [ 28 ] [ 29 ] |
| Norge          | NRK      | i.u.                      | i.u.                      | i.u.                      | i.u.                      | [ 30 ] [ 31 ] |
| Schweiz        | SRG SSR  | i.u.                      | i.u.                      | i.u.                      | i.u.                      | [ 32 ]        |
| Serbien        | RTS      | i.u.                      | i.u.                      | i.u.                      | i.u.                      | [ 33 ]        |
| Spanien        | RTVE     | meddelas 14 februari 2026 | meddelas 14 februari 2026 | meddelas 14 februari 2026 | meddelas 14 februari 2026 | [ 34 ]        |
| Storbritannien | BBC      | i.u.                      | i.u.                      | i.u.                      | i.u.                      | [ 35 ]        |
| Sverige        | SVT      | i.u.                      | i.u.                      | i.u.                      | i.u.                      | [ 36 ]        |
| Tyskland       | SWR      | i.u.                      | i.u.                      | i.u.                      | i.u.                      | [ 37 ] [ 38 ] |
| Österrike      | ORF      | meddelas februari 2026    | meddelas februari 2026    | meddelas februari 2026    | meddelas februari 2026    | [ 39 ]        |

## Anteckningar
1. ↑  på uppdrag av ARD.